# Будинок на вулиці Саксаганського, 84/86
Будинок на вулиці Саксаганського 84/86 — історичний будинок у центрі Києва.

## Розміщення
Розміщений на розі вулиць Саксаганського і Л. Толстого на червоній лінії забудови у колишній садибі М. та О. Цвіленєвих. Разом з будинком на вулиці Саксаганського 107/47 утворює композицію зі своєрідних пропілеїв на шляху від вокзалу до центра міста.

## Опис
F-подібний двосекційний чотириповерховий будинок з цокольним поверхом. Асиметричний за композицією, має два фасади — короткий на вулиці Гетьмана Павла Скоропадського та довгий — на Саксаганського. Наріжжя зрізане й акцентоване чотиригранною банькою з маківкою та шпилем, що схована за тридільним атиком з круглим прорізом і трикутним фронтоном.
Схожим атиком позначений вхід з боку Саксаганського. На фасаді є напівколони коринфського ордера.
Різні поверхи мають відмінне оздоблення. Перший, другий та четвертий — рустовані.
Третій та четвертий об'єднані пілястрами коринфського ордера, яким на п'ятому відповідають лопатки з вертикальними арковими нішами, що заповнені ліпленими гірляндами.
Вікна другого поверху мають замкові камені у вигляді погруддя лицарів у шоломах. Вікна третього оздоблені архівольтами, що спираються на пілястри. Лиштви верхніх поверхів складаються з пілястрів і сандриків. Десюдепорти над вікнами п'ятого поверху рясно оздоблені й сприймаються як продовження вінцевого фриза. Оздоблення доповнюють типові підвіконні фільонки з рослинним орнаментом.
Балкони мали опуклі грати, проте оригінальні збереглися лише на зрізаному наріжжі.
Перекриття пласкі, покриття бляшане, дах двосхилий з наріжною банькою.
Оздоблення будинку в стилі історизм з елементами необароко.

## Галерея

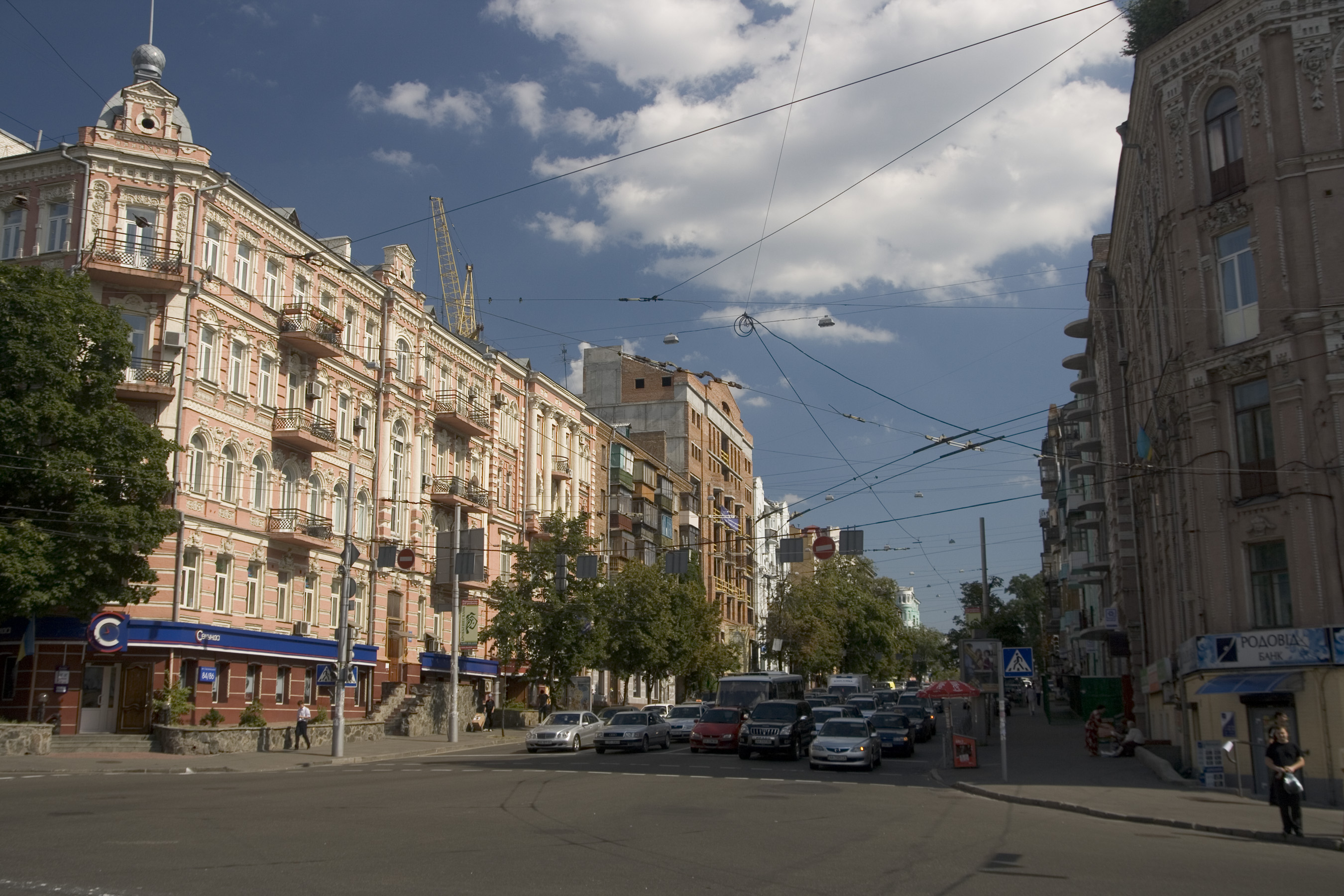
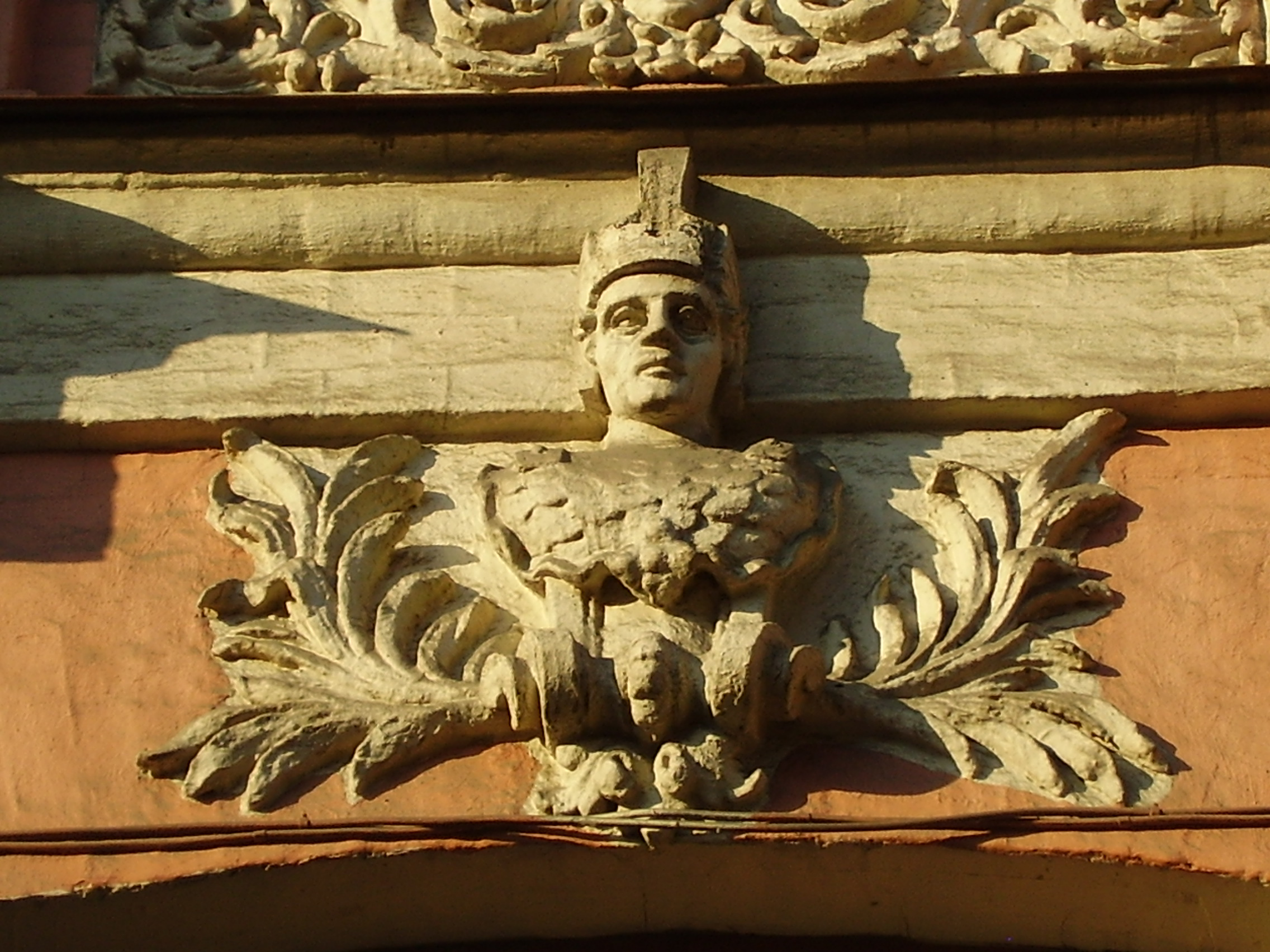
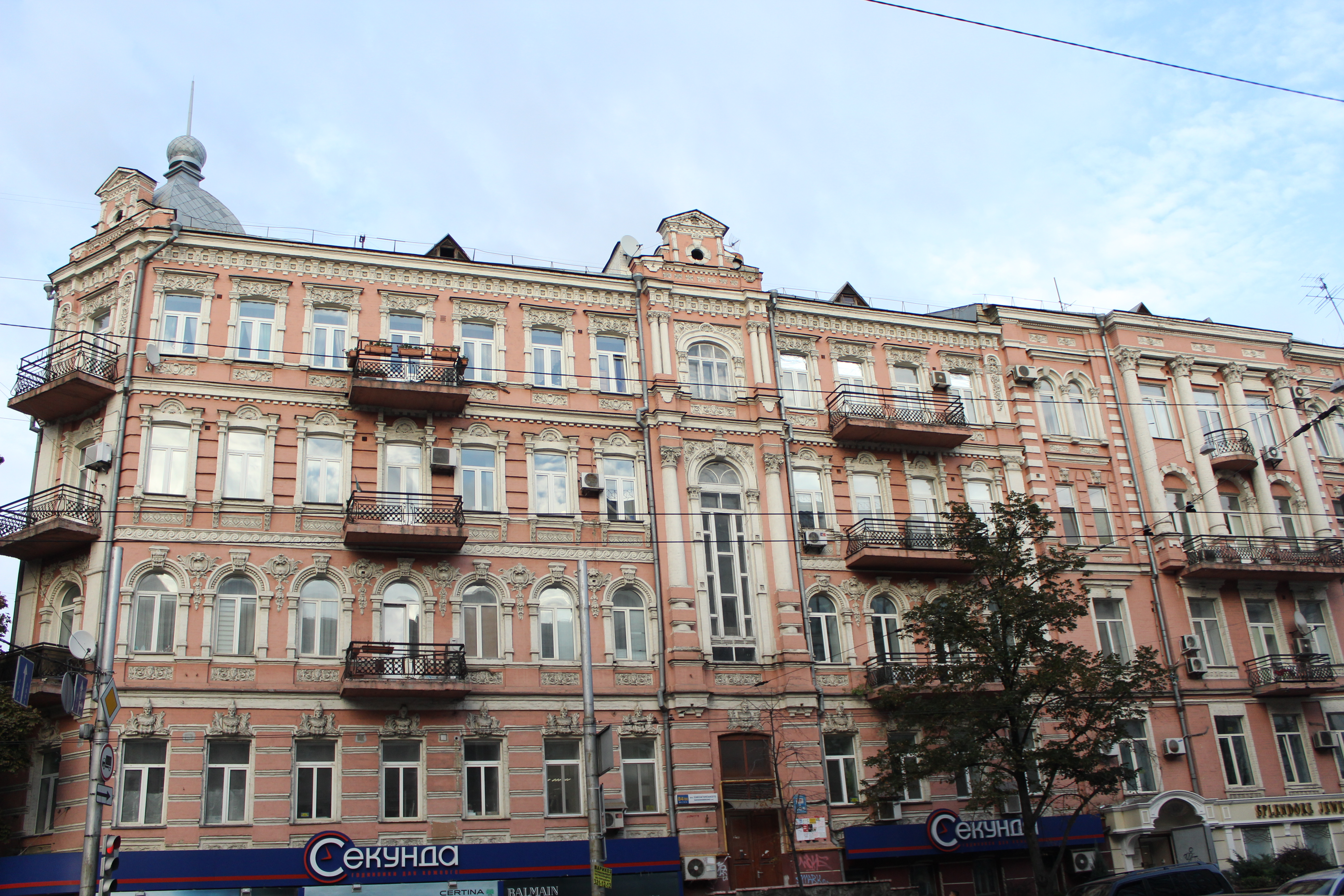

## Видатні жителі
У 1919-23 на п'ятому поверсі в частині наріжної квартири проживав Микола Носов — дитячий письменник, автор Незнайки. Своє дитинство він описав у повісті «Таємниця на дні криниці».